# Автошлях B3 (Німеччина)
Федеральний автошлях 3 (B3, нім. Bundesstraße 3)  — федеральна дорога у Німеччині, розпочинається в Гамбурзі, вона проходить над мостом Кельбранд. Потім він переривається до району Букстегуде Овельґенне. Звідти маршрут продовжується через Целле, Ганновер, Геттінген, Кассель, Марбург, Гіссен, Франкфурт-на-Майні, Дармштадт, Гейдельберг, Карлсруе, Еттлінген, Баден-Баден, Оффенбург і Фрайбург на південний захід Федеративної Республіки й закінчується у Вайль-Оттербах і на федеральному кордоні зі Швейцарією, де вона продовжується як головна дорога 3 або 7 до Базеля.
Через нове будівництво об’їзних доріг іноді має назву Bundesstraße 3n. У Гессені об’їзні дороги та нові будівлі називають Bundesstraße 3a. На ділянці від Дармштадта до Віслох вона має (додаткову) назву Маршрут відпочинку Бергштрасе.